# Cali Agents
Duoen Cali Agents består af de to West Coast-rappere Rasco og Planet Asia, der sammen har udgivet albummet How the West Was Won i 2000 og EP'en Head of State i 2004.
Rasco med den dybe rapstemme kommer fra San Mateo i Californien. Navnet er et akronym for Realistic Ambitious Serious Cautious og Organized. Han brød igennem i 1997 med singlen The Unassisted, der strøg til tops på forskellige hiphop-charts.
Det var det perfekte afsæt for albummet Time Waits For No Man, der udkom i 1998 som en af de første udgivelser på pladeselskabet Stones Throw Records. Efter nogle mindre opsigtsvækkende udgivelser i starten af det nye årtusinde vendte Rasco i 2005 stærkt tilbage med albummet The Dick Swanson Theory. Udover at rappe er Rasco også chef for sit pladeselskab Pocketslinted.
Planet Asia kommer oprindeligt fra Fresno, Californien, men flyttede senere til San Francisco, hvor han blev en del af den såkaldte true school-bevægelse sidst i 90'erne. Planet Asia fik sit egentlige gennembrud via det første Cali Agent-album How the West Was One i 2001, der skaffede ham en del hæder i det førende hiphop-magasin The Source.
Der var også ros i samme blad i 2004, da Planet Asia udsendte debutalbummet The Grand Opening. Albummet blev kåret til årets bedste independent udgivelse.
Planet Asia er p.t. i gang med en trilogi, der omfatter en Sickness, en Diagnosis og en Medicine del.

## Diskografi

### Albums
- 1998: Rasco: Time Waits For No Man
- 2000: How the West Was Won
- 2004: Head of State EP
- 2005: Rasco: The Dick Swanson Theory
- 2005: Planet Asia: The Sickness